# Т-116 (танк)
Т-116 (Объект 116) — советский лёгкий колёсно-гусеничный разведывательный танк, разрабатывавшийся в 1938 году. Разрабатывался на основе лёгкого танка Т-51 в рамках замены плавающего танка Т-38 с устаревающим пулемётным вооружением.

## История создания
Осенью 1937 года были выданы требования для создания нового лёгкого танка для замены Т-38. В них указывалось, что танк должен быть не плавающим, с колесно-гусеничным ходом по типу БТ и массой менее 8 тонн, вооружаться танк должен был 12,7-мм пулеметом ДК (боекомплект которого составлял 500 патронов), установленным в башне, и спаренным с ним «пристрелочным» 7,62-мм пулеметом ДТ (с боекомплектом в 2500 патронов).
На основе следующих требований был разработан Т-51, разрабатывавшийся на базе шведского Landsverk L-30, который оснащался 37-мм пушкой и двумя пулемётами, а также смена хода с гусеничного на колёсный и наоборот не требовала выхода экипажа из танка. Однако уже в январе 1938-го в требования были внесены правки — теперь вместо 12,7-мм пулемёта ДК танк должен был вооружаться 45-мм или 37-мм полуавтоматической пушкой.
Вскоре был представлен проект с усовершенствованными характеристиками, получивший обозначение Объект 116 (или Т-116). В качестве вооружения планировалось использовать 37-мм или 45-мм полуавтоматическую пушку, БК должен был состоять из 61 выстрела, спаренный с ней 7,62-мм пулемёт ДТ (БК — 2500 патронов), трансмиссию планировалось использовать от танков ПТ-1 и Т-29 а двигать танк должен был 270-сильный карбюраторный авиационный двигатель, который должен был разгонять машину примерно до 70 км/ч.
В начале 1938 года работы по Т-116 были прерваны, так как по подсчётам создать танк со следующими характеристиками при массе в требуемых 8 тонн было невозможно.

## В массовой культуре

### В компьютерных играх
Т-116 присутствует в ММО-игре World of Tanks как советский премиум танк 3 уровня, который дарился игрокам в честь девятилетия игры в 2019 году.